# Nicrophorus marginatus
 Nicrophorus marginatus  ist eine Art der Totengräber (Nicrophorus) aus der Familie der Aaskäfer (Silphidae). Er ist in Nordamerika weit verbreitet.

## Merkmale
Die Käfer werden 20 bis 27 Millimeter lang. Die Deckflügel (Elytren) und der Halsschild sind glänzend schwarz gefärbt und besitzen zwei unterbrochene orangefarbene Streifen oder Einzelflecken auf den Deckflügeln. Die Elytren lassen am Körperende mehrere Abdominalsegmente frei. Die Hinterkanten des Pronotums sind abgeflacht und die Antennen verdickt. Ein Geschlechtsdimorphismus existiert nicht.

## Vorkommen
Die Tiere kommen in der Nearktis in weiten Teilen Nordamerikas in Kanada und den Vereinigten Staaten vor. Der Käfer lebt vor allem in Laub- und Mischwäldern und benachbarten Feldern und Wiesen.

## Lebensweise
Wie alle Totengräber lebt auch diese Art von Aas und in diesem lebenden Fliegenlarven. Sie sind nachtaktiv und verstecken sich während des Tages. Durch das Reiben der hinteren Segmente an die Innenseite der Elytren sind sie in der Lage, reibende Geräusche zu erzeugen. Durch diese Geräusche werden andere Totengräber abgeschreckt wenn sich mehr als ein Paar der Käfer bereits an einem Kadaver befinden.
Die Käfer nutzen Kadaver von kleinen Säugetieren und Vögeln als Eiablageplatz. Dafür vergraben sie gemeinsam den Kadaver und paaren sich in ihm. Danach beseitigen sie Haare oder Federn und formen aus dem Fleisch kleine Kugeln, in denen das Weibchen die Eier ablegt. Die Elterntiere bleiben bis zur Verpuppung, die häufig in Nebentunneln stattfindet, bei den Larven und fliegen dann aus um neue Kadaver zu suchen. Sie leben bis zu 15 Monate als adulte Käfer.